# Korsene ved Sludstrup
Korsene ved Sludstrup er to kors ved Skørpinge og Sludstrup, der er forbundet med en række forskellige mundtlige lokaltraditioner, bl.a. om to rivaliserende brødre, der døde dér hvor korsene står nu. Korsene har eksisteret i hvert fald siden 1720erne, og har sikkert været skiftet flere gange, selvom de dog har bevaret det samme udseende.
Korset ved Sludstrup ligger ved Falkensteensvej, nord for Sludstrup, på koordinaterne 55°21'26.3"N 11°22'29.0"E.
Korset ved Skørpinge ligger langs Slagelsevej, mellem Sludstrup og Skørpinge, på koordinaterne 55°20′49″N 11°22′57″Ø / 55.34705°N 11.38257°Ø.

## Sagnet om de to brødre
Det mest populære sagn tilknyttet korsene beskrives bl.a. hos Svend Grundtvig og Dansk Folkemindesamling. Her fortælles om to brødre der kom i strid mod hinanden om en pige der boede i det nærliggende gods Falkensteen. De kom op at slås og den ene blev dræbt, dér hvor Sludstrup-korset står i dag. Den anden flygtede i vildelse, men på vej til Skørpinge døde han også af sine sår. Her blev det andet kors rejst.
I nogle gengivelser er der tale om to kræmmere, to munke, to karle på Falkensteen eller to elever i Slagelse Skole. Andre gange nævnes endda et tredje kors i Falkensteen over pigen, der begik selvmord efter hændelsen. Men den overordnede pointe er den samme: to mænd kæmper om en pige ved Falkensteen. Siden da har nogle i lokalbefolkningen troet at hvis korsene ikke blev repareret og vedligeholdt ville det resultere i uheld og sygdomme for besætningen i Falkensteen. Dette har ført til konstante vedligeholdelser gennem tiden - ellers frygtede man kvægpest og andre forbandelser. Dette har mange ligheder til korset på Hvilehøj til Hellig Anders, men korsreparationerne er dog mindre beskrevet om Sludstrup og Skørpinge.

## Andre forklaringer
Andre mundtlige fortællinger går på at korsene blev rejst til at ære nogle faldne helte, der døde i kamp mod venderne. Absalon kæmpede, ifølge Saxo, mod venderne ikke langt fra Sludstrup - i Boeslunde d. 12 april 1158. Det ville give mere mening at rejse kors til at ære soldater end to misundelige brødre, men derudover er der ikke meget der kan støtte denne teori.
En mere lavpraktisk forklaring på korsene er at de skulle udgøre de gamle herredsgrænser - det hænger sammen med at korsene ikke lægger langt fra grænsen til det historiske Vester Flakkebjerg Herred. 

## Videre Læsning
- https://hiddenmark.dk/monumenter-relikvier/sludstrup-skoerpinge-korsene/
- "Korsene ved Sludstrup" af Karl Rønne. Sorø Amts Historie 1968. https://histvestsj.dk/wp-content/uploads/2018/12/1968-2-Korsene-ved-Sludstrup.pdf
- Achton Friis - Danmarks Store Øer I
- Gunnar Knudsen – Hellige Kilder i Sorø Amt (Sorø Amt Historisk Samfund Årbog, 1918)
- J.M. Thiele – Danske Folkesagn
- Svend C. Dahl – Sagn og Gode Historier fra Sydlige Sjælland
- Thorkild Gravlund – Herredsbogen)